# 대쓰나미경보
대쓰나미경보(일본어: 大津波警報 오쓰나미케이호[*])는 일본에서 거대한 쓰나미가 올 것으로 예상되는 경우 일본 기상청이 발표하는 쓰나미 관련 경보 중 하나이다. 원래 쓰나미경보 중 하나였던 쓰나미경보(대쓰나미)(일본어: 津波警報（大津波） 쓰나미케이호 (오쓰나미)[*])를 대신해 2013년 3월 7일부터 정식으로 사용하는 구분이다.

## 설명
대쓰나미경보는 높은 곳에서 3 m 이상의 쓰나미가 닥칠 것으로 예측될 경우 발표되며 예상되는 쓰나미 높이를 수치로 발표하는 경우에는 5 m, 10 m, 10 m 초과 3가지로 구분해서 발표하며 규모가 8 이상인 거대지진의 경우 오차가 매우 커지므로 정확한 규모를 알 때까지 특정 수치가 아닌 단순히 '거대'라고만 표현한다.
|              | 발표 기준               | 예측되는 쓰나미 높이 | 예측되는 쓰나미 높이 |
| 수치 발표    | 발표 기준               | 거대지진 (M8 이상)   |                      |
| ------------ | ----------------------- | -------------------- | -------------------- |
| 대쓰나미경보 | 10 m 이상 예측됨        | 10 m 이상(10 m超)    | 거대(巨大)           |
| 대쓰나미경보 | 5 m < 예상 높이 ≦ 10 m  | 10 m                 | 거대(巨大)           |
| 대쓰나미경보 | 3 m < 예상 높이 ≦ 5 m   | 5 m                  | 거대(巨大)           |
| 쓰나미경보   | 1 m < 예상 높이 ≦ 3 m   | 3 m                  | 높음(高い)           |
| 쓰나미주의보 | 0.2 m ≦ 예상 높이 ≦ 1 m | 1 m                  | (표기하지 않음)      |

2013년 3월 7일 개정 이전 쓰나미 정보 체계에서는 "쓰나미경보 (대쓰나미)"라는 쓰나미경보의 한 구분으로 놓여 있었고 높은 곳에서 3 m 이상의 쓰나미가 닥칠 것으로 예측될 경우 3 m, 4 m, 6 m, 8 m, 10 m로 구분하여 발표하였다.
공식 발표 자료 등에서는 "쓰나미의 쓰나미경보"(津波の津波警報)나 "대쓰나미의 쓰나미경보"(大津波の津波警報)라는 호칭을 사용하고 있었지만 복잡해서 언론기관 등에서는 단순하게 "쓰나미경보 (쓰나미)"(津波警報（津波）)를 단순히 "쓰나미경보"로, "쓰나미경보 (대쓰나미)"(津波警報（大津波）)"는 "대쓰나미경보"로 구분해서 보도하는 등 쓰나미경보 (대쓰나미)는 대쓰나미경보로 쭉 불러왔다. 이러다 2011년 발생한 도호쿠 지방 태평양 해역 지진 이후 열린 쓰나미경보 개선 검토회에서 이전의 구분법이 위험성을 인식하기 어렵다는 지적이 제기되어 2013년 3월 7일부터는 일본 기상청도 정식 명칭을 대쓰나미경보로 수정하였다.
과거에 쓰나미경보 (대쓰나미)가 발령된 사례로는 1953년 보소 해역 지진, 1983년 동해 중부 지진, 1993년 홋카이도 남서쪽 해역 지진, 2010년 칠레 지진, 2011년 도호쿠 지방 태평양 해역 지진이 있다. 2013년 8월 20일 이후로는 대쓰나미경보가 특별경보의 한 분류로 편입되었다. 대쓰나미경보가 2013년 제정된 이후 현재까지 대쓰나미경보가 발령된 사례는 2024년 1월 1일 발생한 2024년 노토반도 지진이 유일하다.

## 대응
일본 기상청은 대쓰나미경보가 발령되었을 경우 예보 지역에 예상되는 피해를 "목조 가옥이 완전 파괴/유실되며 사람은 쓰나미 흐름에 떠밀려간다"라고 하고 있으며, 예보 지역에 있는 사람들이 취해야 할 행동으로 "연안부나 강가에 있는 사람은 즉시 고지대나 고층 빌딩 등 안전한 장소로 피난해야 한다. 쓰나미는 반복해서 덮치므로 쓰나미경보가 완전히 해제될 때까지 안전한 장소에서 떠나면 안된다. 여기라면 안심이라고 생각하지 말고 보다 높은 장소를 목표로 피난해야 한다."고 말하고 있다.
또한 중앙방재회의의 쓰나미피난대책검토 워킹그룹이 정리한 보고에서는 "지진의 흔들림을 느끼기 어려운 경우에는 대쓰나미경보 등을 통한 피난 행동의 환기가 중요하며, 대쓰나미경보를 듣는 즉시 대피하는 것도 철저히 할 필요가 있다."라고 말하고 있다.

## 발표 사례
현 대쓰나미경보 변경 이전 "쓰나미경보 (대쓰나미)" 시절 총 5차례 발표되었다.
- 1953년 11월 26일 보소 해역 지진[5][6]
- 1983년 5월 26일 동해 중부 지진[6]
- 1993년 7월 12일 홋카이도 남서쪽 해역 지진[6]
- 2010년 2월 27일 칠레 지진(일본 시각 기준 경보 발표는 2월 28일)[7]
- 2011년 3월 11일 도호쿠 지방 태평양 해역 지진[5]

현 대쓰나미경보 체제 정립 이후에는 총 1차례 발표되었다.
- 2024년 1월 1일 노토반도 지진[5]

## 같이 보기
- 거대지진
- 초거대지진
- 해일지진
- 해일 경보 체제